# Alyson Noël

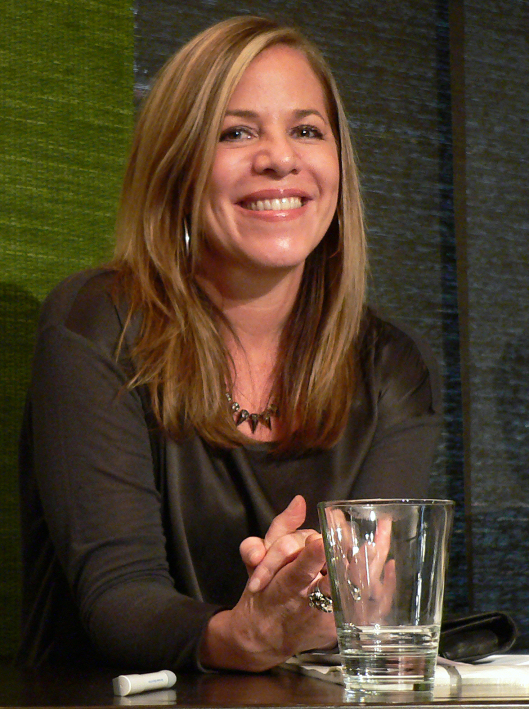
Alyson Noël op een lezing in Hannover in 2012

Alyson Noël (Laguna Beach, 3 december 1965) is een Amerikaans schrijfster.

## Biografie
Alyson Noël woont in Laguna Beach in Californië. Als schrijfster haalde zij haar inspiratie uit het boek Are You There God? It's Me, Margaret van  June Blume. Noëls eerste eigen boek was Faking 19, een jong-volwassen roman die gaat over de levensstijl van tieners.

## Prijzen
- Art Geeks & Prom Queens—NYLA Book of Winter, 2006
- Art Geeks & Prom Queens—Nominated Teens Top Ten, 2006
- Fly Me to the Moon—Target Bookmarked Breakout, 2006
- Saving Zoe—National Reader's Choice Award Winner, 2007
- Saving Zoe—Stars, GOLD AWARD, TeensReadToo, 2007
- Saving Zoe—TeenReadsToo.com Owner Jennifer Wardrips' "2007 TOP TEN LIST", 2007
- Cruel Summer—Seventeen Magazine's "Summer Beach Reads", 2008
- Evermore—#1 New York Times Bestseller, 2009
- Evermore—USA TODAY Bestseller, 2009
- Evermore—International Bestseller, 2009
- Evermore—Borders Bestseller, 2009
- Evermore—Amazon Bestseller, 2009
- Evermore—WalMart Bestseller, 2009
- Evermore—Listed in USA TODAY's List of Top 100 Best-Selling Books of 2009, 2009
- Evermore—Star Gold Award TeensReadToo, 2009
- Blue Moon—#1 New York Times Bestseller, 2009
- Blue Moon—USA TODAY Bestseller, 2009
- Blue Moon—International Bestseller—#1 in France, 2009
- Blue Moon—Bookscan Bestseller, 2009
- Blue Moon—Borders Bestseller, 2009
- Blue Moon—Amazon Bestseller, 2009
- Blue Moon—Walmart Bestseller, 2009
- Blue Moon—Star Gold Award TeensReadToo, 2009
- Shadowland—New York Times Bestseller, 2009
- Shadowland—USA TODAY Bestseller, 2009
- Shadowland —Wall Street Journal Bestseller, 2009
- Shadowland—A Walmart "Read of the Month", 2009
- Dark Flame—New York Times Bestseller, 2010
- Dark Flame—USA TODAY Bestseller, 2010
- Dark Flame—Wall Street Journal Bestseller, 2010
- Dark Flame—Walmart Bestseller, 2010